# Михайлов, Владимир Васильевич (политик)
Миха́йлов Влади́мир Васи́льевич (род. 23 ноября 1942, пос. Каргасок, Каргасокский район, Новосибирская область, РСФСР, СССР) — председатель Кемеровского горисполкома, глава города Кемерово с 29 апреля 1986 по 31 июля 2012 года. Заслуженный строитель Российской Федерации, Герой Кузбасса, Почётный гражданин Кемеровской области, Почетный гражданин города Кемерово.

## Биография
Родился 23 ноября 1942 года в поселке Каргасок Каргасокского района ныне Томской области.

### Образование
В 1964 году окончил Новосибирский инженерно-строительный институт им. В. В. Куйбышева, специальность «инженер-строитель» (промышленное и гражданское строительство).

### Карьера
- 1965—1968 — мастер, прораб в/ч 74826 (с. Итатка Томского района Томской области)
- 1968 — прораб строительного управления № 2 треста «Кемеровопромстрой»
- 1968—1970 — старший прораб строительного управления № 2 треста «Кемеровопромстрой»
- 1970—1975 — главный инженер строительного управления № 4 треста «Кемеровопромстрой»
- 1975 — начальник строительного управления № 2 треста «Кемеровопромстрой»
- 1975—1979 — главный инженер треста «Кемеровопромстрой»
- 1979—1984 — управляющий треста «Кемеровопромстрой»
- 1984—1986 — заместитель начальника «Главкузбасстрой»
- 1986—1989 — председатель исполнительного комитета Кемеровского городского Совета народных депутатов
- 1989—1990 — Первый заместитель председателя исполнительного комитета Кемеровского областного Совета народных депутатов
- 1990—1991 — председатель исполнительного комитета Кемеровского городского Совета народных депутатов
- 1991—1996 — Глава администрации города Кемерово
- 1996 — июль 2012 — Глава города Кемерово.

30 июля 2012 года подал в отставку, 31 июля Кемеровский городской Совет народных депутатов принял отставку.
В выборах главы города Кемерово в марте 2008 года приняли участие около 80% избирателей областного центра. За Владимира Михайлова проголосовало более 85% избирателей.

## Награды
- Орден Почёта
- Орден Дружбы
- Почетное звание «Заслуженный строитель Российской Федерации»
- Медаль «За заслуги в проведении Всероссийской сельскохозяйственной переписи 2006»
- Герой Кузбасса
- Медаль «За особый вклад в развитие Кузбасса» I степени
- Медаль «За особый вклад в развитие Кузбасса» II степени
- Нагрудный золотой знак «Шахтёрская доблесть»
- Орден «Доблесть Кузбасса»
- Орден «Ключ дружбы» (2007)
- Медаль «60 лет Кемеровской области»
- Лауреат премии Кузбасса
- Медаль «За служение Кузбассу»
- Звание «Почётный гражданин Кемеровской области»
- Медаль «За веру и добро»
- Медаль «За достойное воспитание детей»
- Медаль «За особый вклад в развитие Кузбасса» III степени
- Звание «Почётный гражданин Кемеровского района»
- Медаль «65 лет Кемеровской области»
- Золотой знак «За заслуги перед городом Кемерово»